# Bienal Internacional de Caricatura
Bienal Internacional de Caricatura é um evento de exposição de cartunistas e chargistas brasileiros idealizada pelo pesquisador Luciano Magno. Sua primeira edição foi realizada entre 28 de novembro de 2013 e 12 de janeiro de 2014, tendo 30 mostras históricas e contemporâneas realizadas simultaneamente em diversos estados brasileiros. O evento ganhou o 26º Troféu HQ Mix na categoria "salão e festival".